# Andrzej Gawliński
Andrzej Gawliński – doktor nauk prawnych, kryminalistyk i suicydolog.

## Życiorys
Dyrektor Centrum Kryminalistyki i Medycyny Sądowej, w którym prowadzi szkolenia z zakresu nauk penalnych. Twórca platformy e-kursów z kryminalistyki. Pomysłodawca i realizator projektu Akademia CKiMS. Założyciel bloga kryminalistyczny.pl.
Adiunkt w Katedrze Kryminologii i Kryminalistyki na Wydziale Prawa i Administracji Uniwersytetu Warmińsko-Mazurskiego w Olsztynie. Założyciel i Opiekun Koła Naukowego Suicydologii WPiA UWM. Współpracuje z Wyższą Szkołą Administracji i Biznesu im. E. Kwiatkowskiego w Gdyni, gdzie jest partnerem studiów podyplomowych z suicydologii. Wykładowca na studiach podyplomowych z suicydologii prowadzonych przez Polskie Towarzystwo Suicydologiczne i Menedżerską Akademię Nauk Stosowanych w Warszawie.
W 2017 r. został nagrodzony w XVIII Edycji Konkursu im. Prof. Tadeusza Hanauska na Pracę Roku z Kryminalistyki. W 2018 r. podczas I Kongresu Suicydologicznego, który odbył się na Uniwersytecie Medycznym w Łodzi otrzymał z rąk prof. zw. dra hab. dra h.c. Brunona Hołysta Certyfikat Suicydologa. Podstawą do otrzymania certyfikatu było posiadanie znacznego dorobku naukowego z zakresu suicydologii, działalność popularyzatorska oraz praca na rzecz zapobiegania samobójstwom.
Prowadził liczne wykłady otwarte oraz warsztaty z kryminalistyki na uczelniach publicznych i prywatnych w całym kraju (m.in. Uniwersytet Warszawski, Uniwersytet Marii Skłodowskiej-Curie w Lublinie, Uniwersytet Mikołaja Kopernika w Toruniu, Uniwersytet Łódzki, Uniwersytet Warmińsko-Mazurski w Olsztynie, Uniwersytet Gdański, Uniwersytet Wrocławski, Uniwersytet Śląski w Katowicach).
Jako wykładowca akademicki był wielokrotnie doceniany przez studentów. Zwycięzca w Konkursie Belfer UWM na najlepszego wykładowcę Wydziału Prawa i Administracji UWM w Olsztynie w 2019 r. oraz 2022 r. Finalista w konkursie Laur Cezara na najsympatyczniejszego wykładowcę Wydziału Prawa i Administracji UWM w Olsztynie (2020 r.) oraz zwycięzca konkursu Laur Cezara (2023 r.). Finalista w Konkursie Belfer UWM na najlepszego wykładowcę Wydziału Prawa i Administracji UWM w Olsztynie (2021 r.).
Członek Polskiego Towarzystwa Suicydologicznego oraz Polskiego Towarzystwa Kryminalistycznego.
Problematyka badawcza dra Gawlińskiego skupia się m.in. wokół przestępczości związanej z samobójstwami, cybersuicydologii, problematyki maskowania i pozorowania śmierci oraz czynności sprawców zabójstw podejmowanymi ze zwłokami w celu uniknięcia odpowiedzialności karnej.

## Publikacje
Publikował na łamach m.in. prestiżowego Journal of Forensic and Legal Medicine. Autor książek naukowych oraz z gatunku true crime (m.in. cyklu o polskich seryjnych mordercach).

### Wydawnictwo
Prowadzi działalność wydawniczą. Imprinty: Wydawnictwo Kryminalistyczne, omimo.pl, kryminalistyczny.pl.

### Książki z gatunku true crime
1. Władca Much. Bogdan Arnold – seryjny morderca kobiet, Wydawnictwo Kryminalistyczne, Gdańsk 2020[20].
2. Fantomas. Mieczysław Zub – seryjny gwałciciel i morderca kobiet, Wydawnictwo Kryminalistyczne, Gdańsk 2021[21].
3. Nekrofil. Edmund Kolanowski – Zimny Chirurg, Wydawnictwo Kryminalistyczne, Gdańsk 2021[22].
4. Zbrodnie bez ciał, Wydawnictwo Otwarte, Kraków 2021 [współautor: Diana Brzezińska][23].
5. Jak i dlaczego żony zabijają, Wydawnictwo Kryminalistyczne, Gdańsk 2021 [współautor: Krzysztof Bizzaroff][24].
6. Jak i dlaczego mężowie zabijają, Wydawnictwo Kryminalistyczne, Gdańsk 2021 [współautor: Krzysztof Bizzaroff][24].
7. Wampir. Joachim Knychała – seryjny morderca kobiet, Wydawnictwo Kryminalistyczne, Gdańsk 2022[25].
8. Morderca z Wiatraka. Piotr Trojak – nożownik pedofil, Wydawnictwo Kryminalistyczne, Gdańsk 2022[26].
9. Wampir ze Stefankowic. Mariusz Sowiński – morderca zoofil, Wydawnictwo Kryminalistyczne, Gdańsk 2022[26].
10. Dusiciel. Tadeusz Kwaśniak – morderca gwałciciel, Wydawnictwo Kryminalistyczne, Gdańsk 2023[27].
11. Monstrum. Henryk K. – morderca gwałciciel, Wydawnictwo Kryminalistyczne, Gdańsk 2023[27].
12. Szatan. Mariusz T. – morderca chłopców, Wydawnictwo Kryminalistyczne, Gdańsk 2023[28].
13. Sadysta. Stanisław Modzelewski - morderca kobiet, Wydawnictwo Kryminalistyczne, Gdańsk 2023[29].
14. Gwałciciel. Krzysztof Sołtysiak - Wampir z Łodzi, Wydawnictwo Kryminalistyczne, Gdańsk 2024[30].
15. Lolo Rozpruwacz. Karol Kot - Wampir z Krakowa, Wydawnictwo Kryminalistyczne, Gdańsk 2024[31].
16. Bestia z Sulejowa. Henryk Moruś - morderca i złodziej, Wydawnictwo Kryminalistyczne, Gdańsk 2024[32].
17. Morderca z ogłoszenia. Krzysztof G. - Skorpion z Wrocławia, Wydawnictwo Kryminalistyczne, Gdańsk 2024[33].
18. Upiór z Krakowa. Władysław Mazurkiewicz - morderca i oszust, Wydawnictwo Kryminalistyczne, Gdańsk 2024[34].
19. Banda z Augustowa. Grupa Trojanki - mordercy i złodzieje, Wydawnictwo Kryminalistyczne, Gdańsk 2024[35].
20. Potwór. Stefan Rachubiński - morderca kobiet, Wydawnictwo Kryminalistyczne, Gdańsk 2025[36].
21. Rzeźnik. Kazimierz Polus - gwałciciel i morderca, Wydawnictwo Kryminalistyczne, Gdańsk 2025[36].
22. Pętlarz. Krzysztof Plewa - gwałciciel kobiet, Wydawnictwo Kryminalistyczne, Gdańsk 2025[36].

### Książki naukowe
1. Jak pozbyć się zwłok. Specyfika działania sprawców zabójstw i ich postępowanie ze zwłokami, Wydawnictwo Kryminalistyczne, Gdańsk 2022[37].
2. Namowa, pomoc czy upozorowanie samobójstwa, Wydawnictwo Kryminalistyczne, Gdańsk 2022[37].
3. Jak i dlaczego zabijamy innych, Wydawnictwo Kryminalistyczne, Gdańsk 2023[38].
4. Jak i dlaczego zabijamy siebie, Wydawnictwo Kryminalistyczne, Gdańsk 2023[38].

## Działalność ekspercka w mediach
Ekspert m.in. w programach Ktokolwiek widział, ktokolwiek wie, Magazyn Kryminalny 997, Państwo w Państwie.
Udzielił wywiadów eksperckich m.in. dla Dziennik Bałtycki, Gazeta Śledcza, Interia, naTemat, Newsweek Polska, PAP, Polsat News czy Wirtualna Polska.